# Google Lighthouse
Google Lighthouse ist ein Werkzeug zur Messung der Qualität von Webseiten. Es prüft die Leistung, die Zugänglichkeit, Faktoren für die Suchmaschinenoptimierung von Webseiten und bietet Einblicke in die Optimierung der Core-Web-Vitals-Metriken. Google Lighthouse kann Webseiten in der Desktop-Version und in der mobilen Version prüfen.
Die Software wird von Google entwickelt und soll Webentwicklern helfen. Das Tool kann über eine Chrome-Browsererweiterung oder über die Konsole ausgeführt werden.
Derzeit verwendet Google drei Parameter zur Messung der Einhaltung der Core Web Vitals:
- Cumulative Layout Shift (CLS)
- Largest Contentful Paint (LCP)
- Interaction to Next Paint (INP)